# Resolució 2251 del Consell de Seguretat de les Nacions Unides
La Resolució 2251 del Consell de Seguretat de les Nacions Unides fou adoptada per unanimitat el 15 de desembre de 2015. El Consell va ampliar el mandat de la Força Provisional de Seguretat de les Nacions Unides per a Abyei (UNISFA) durant cinc mesos fins al 15 de maig de 2016.

## Contingut
A l'octubre de 2015, tant el Sudan com el Sudan del Sud havien acceptat el mapa de la Zona Fronterera Segura Desmilitaritzada, tal com va ser signat per la Unió Africana el 2011. La línia central d'aquesta zona només es considerava una línia divisòria militar i no feia cap reclamació pel que fa a la frontera oficial entre els dos països. Els dos països també van acordar desmilitaritzar la zona fronterera, inclosa la zona de les 14 milles, i activar totes les parts del Mecanisme de Vigilància de Fronteres Conjuntades.
La regió d'Abyei encara no tenia un govern local o unitat policial. El Consell va recordar la Resolució 2046 (2012) que demanava que Sudan i Sudan del Sud reprenguessin immediatament les negociacions sobre l'estatut d'Abyei. També es va demanar als dos països que tornessin a retirar els seus propis soldats de la regió.